# Le Phare (RDC)
Pour les articles homonymes, voir Le Phare.
Le Phare est un quotidien généraliste congolais en français édité à Kinshasa. Créé en 1983 et proche de l'opposition, sa parution est irrégulière pendant plusieurs années par manque de réseaux de distribution.